# 瓦尔沙伊德 (摩泽尔省)
瓦尔沙伊德（法語：Walscheid，法語發音：[valʃaid]；洛林法兰克语：Wolscheid、Walsched）是法国摩泽尔省的一个市镇，属于萨尔堡-萨兰堡区。

## 地理
瓦尔沙伊德（48°39'14"N, 7°9'0"E）面积38.35 平方千米，位于法国大東部大區摩泽尔省，该省份为法国东北部内陆省份，是洛林的一部分，西南接默尔特-摩泽尔省，东临下莱茵省，北与卢森堡和德国接壤。
与瓦尔沙伊德接壤的市镇（或旧市镇、城区）包括：吕策卢斯、奥伯拉斯拉克、阿布雷什维莱尔、达博、阿尔贝尔、特鲁瓦方丹。
瓦尔沙伊德的时区为UTC+01:00、UTC+02:00（夏令时）。

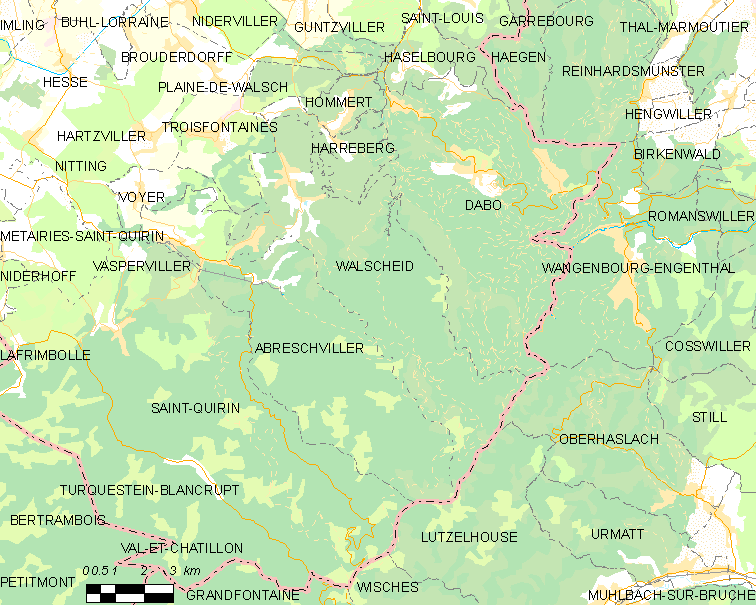
瓦尔沙伊德的OSM定位图

## 行政
瓦尔沙伊德的邮政编码为57870，INSEE市镇编码为57742。

## 政治
瓦尔沙伊德所属的省级选区为法尔斯堡县。

## 人口

1962-2008年间瓦尔沙伊德人口变化图示

瓦尔沙伊德于2022年1月1日时的人口数量为1467人。